# Еврейское кладбище в Оберёвисхайме

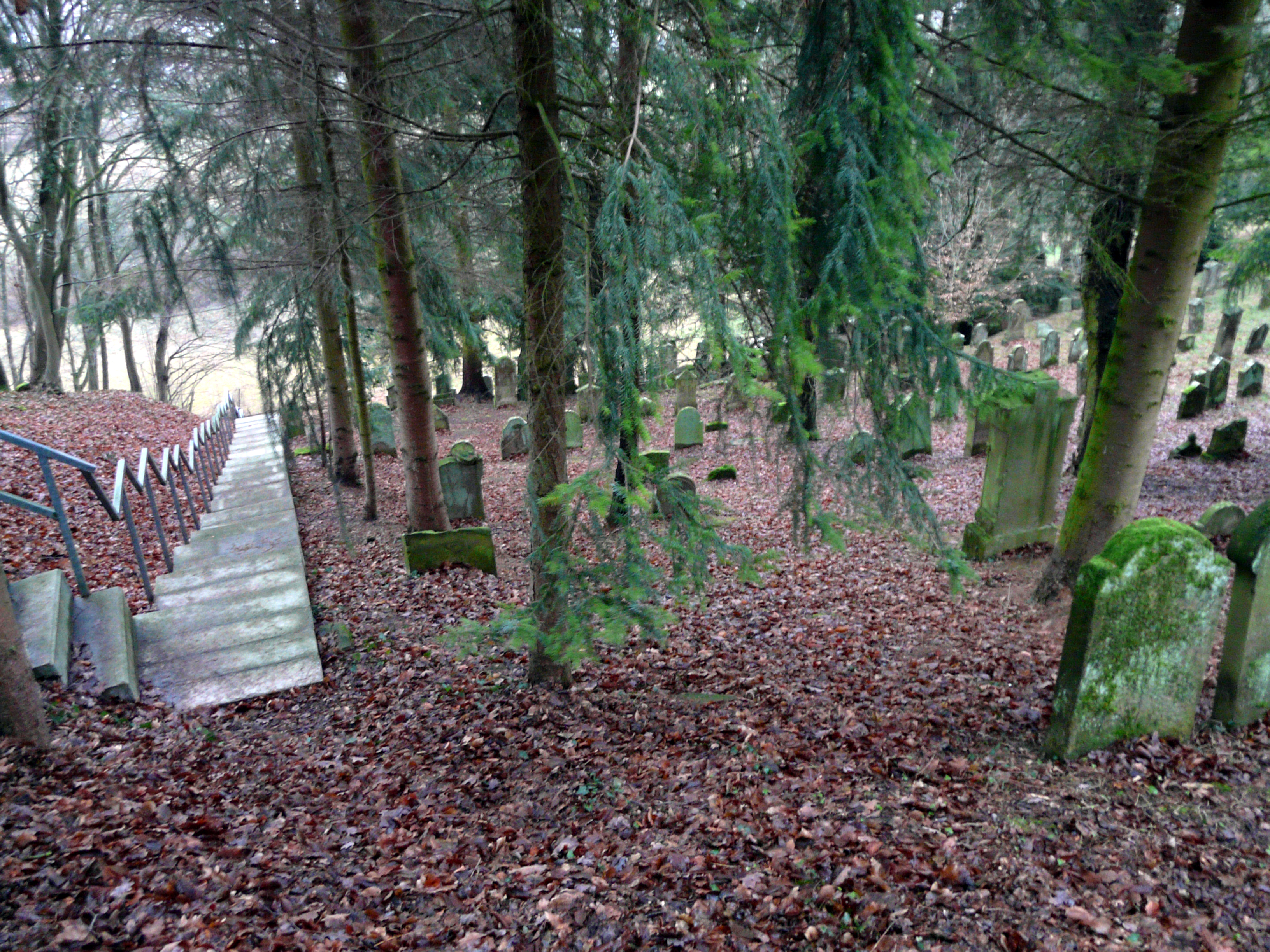
Еврейское кладбище в Оберёвисхайме

Евре́йское кла́дбище в Оберёвисхайме (нем. Jüdischer Friedhof Oberöwisheim) — одно из сохранившихся еврейских кладбищ на севере немецкой земли Баден-Вюртемберг, расположенное в бывшей деревне Оберёвисхайм, ныне ставшей городским районом города Крайхталь. Создано в 17 веке и является охраняемым памятником культуры.

## История
Поскольку евреям не было разрешено хоронить своих умерших на христианских кладбищах, которые были в Крайхгау, обряды похорон проводились на еврейском кладбище в Шпайере (до 1435), а затем на еврейском кладбище в Вормсе. 
Еврейское кладбище в Оберёвисхайме было открыто около 1629 года на крутом склоне Райменхелден (Reimenhälden), где местность была слишком сложной для использования в сельском хозяйстве. Кладбище находилось под эгидой нескольких еврейских общин в Крайхгау.
Вторым наиболее старым еврейским кладбищем в Крайхгау во 2-й половине из 17 века было кладбище в Вайбштадте (Waibstadt). Постепенно были созданы и другие еврейские кладбища, например, в Флехингене (Flehingen) (1688), Эйхтерхайме (Eichtersheim) (1781), Эппингене (Eppingen) (1819), Михельфельде (Michelfeld) (1868), Бервангене (Berwangen) (до 1877), Бад-Раппенау (Bad Rappenau) (1881), Иттлингене (Ittlingen) (1887), Меленхайме (Meckenheim) (1896) и в Зинсхайме (Sinsheim) (1890).
В последние десятилетия его назначения, кладбище в Оберёвисхайме служило только местом захоронения для еврейских общин Мензингена (Menzingen), Мюнцесхайма (Münzesheim) и Оденхайма (Odenheim).

## Площадь
Площадь еврейского кладбища 91,35 ара (9135 м²).  На нём насчитывается 492  могилы с 1735 года по 1938 год.

## Галерея изображений

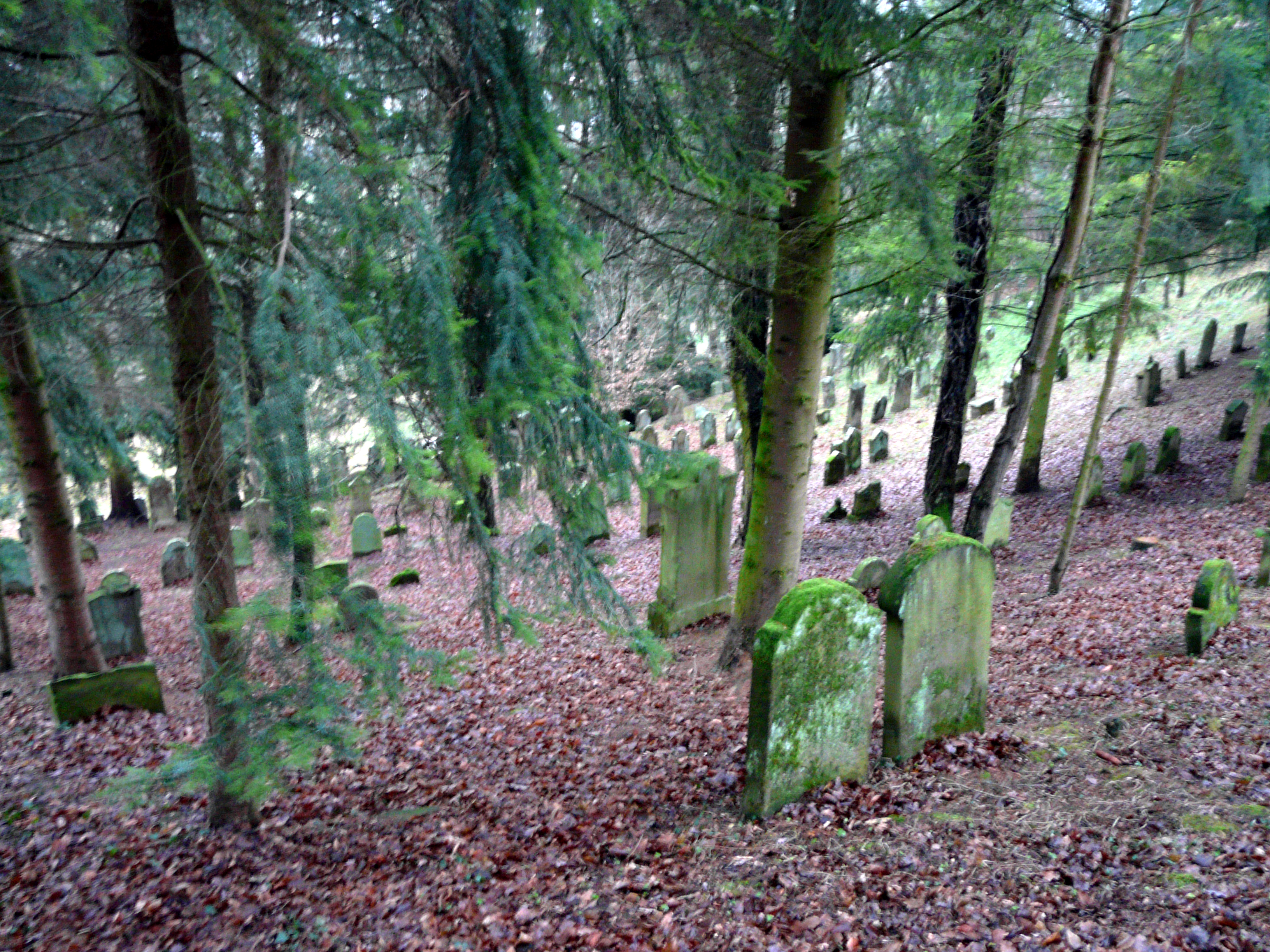
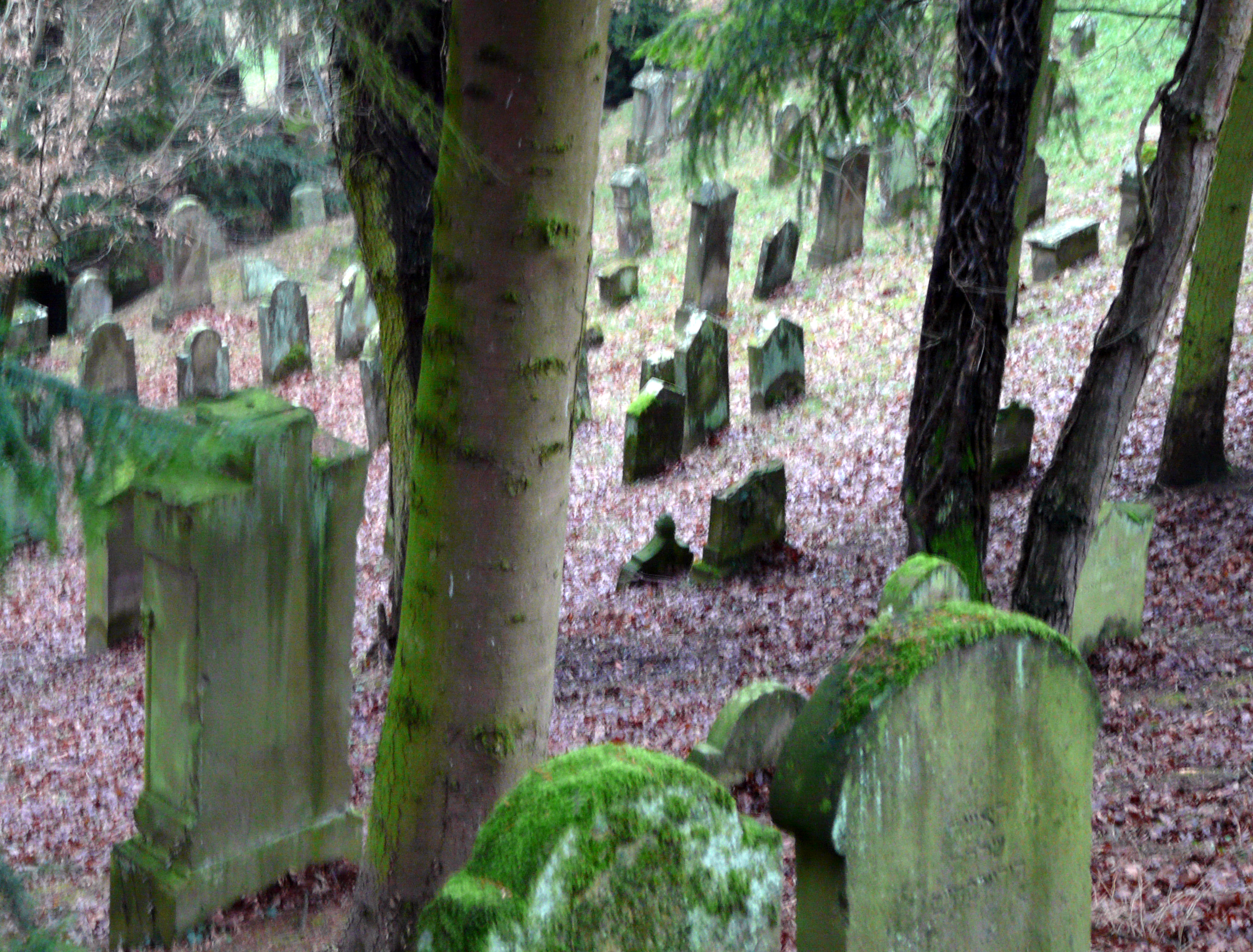